# Младен Михајловић
Младен Михајловић (Крушевац,11. јануара 1985.) је српски кондициони тренер и бивши кошаркаш. Тренутно је кондициои тренер кошаркашког клуба Виртус Болоња из италијанске Серије А.

## Детињство и младост
Михајловић је кошаркашку каријеру започео играјући са омладинским тимовима Торлак и OКК Београд. Касније је прешао у јуниорски тим Партизан. Он је дипломирао на спортским наукама на Универзитет у Београду  2011. године.

## Тренерска каријера
Михајловић је био кондициони тренер за омладински женски тим Спартак из Москве (Русија) и женски тим Тарговирте (Румунија), као и за домаће тимове Црвену звезду и Раднички Крагујевац.
Од 2012. до 2014. Михајловић је био члан тренерског штаба за омладинске државне селекције Србије на челу са главним тренером Дејаном Мијатовићем. У 2012. години радио је са тимом испод-18 година, 2013. године са тимом испод-19 година, а током 2014. године радио је са српским тимом испод-20 година.
У лето 2015. године Михајловић је постао кондициони тренер за сениорски национални тим Србије. Био је члан тренерског особља на Евробаскету 2015 и Летњим олимпијским играма 2016. године.
У јануару 2016. године придружио се тренерском штабу Партизана, док је Александар Џикић био главни тренер. Након што је српски тренер Александар Ђорђевић постао главни тренер Бајерн Минхена, Михајловић се придружио њиховом тренерском штабу као кондициони тренер.
Дана 11. марта 2019. Михајловић се придружио тренерском штабу Виртус Болоње када је Ђорђевић потписао као њихов главни тренер.

## Достигнућа у каријери и награде
- Шампион ФИБА Лиге шампиона: 1 (са Сегафредо Виртус Болоње: 2018–19)
- Шампион Румунске женске лиге: 1 (са ЦСМ Тарговиштем: 2011–12)
- Освајач Немачког купа: 1 (са Бајерн Минхеном: 2017–18)
- Освајач Румунског женског купа: 1 (уз ЦСМ Тарговиштем: 2011–12)